# لولند هرپیتو
لولند هرپیتو (نام علمی: Pseudowintera axillaris) نام یک گونه از راسته مگنولی است.